# Johann Franz Buddeus

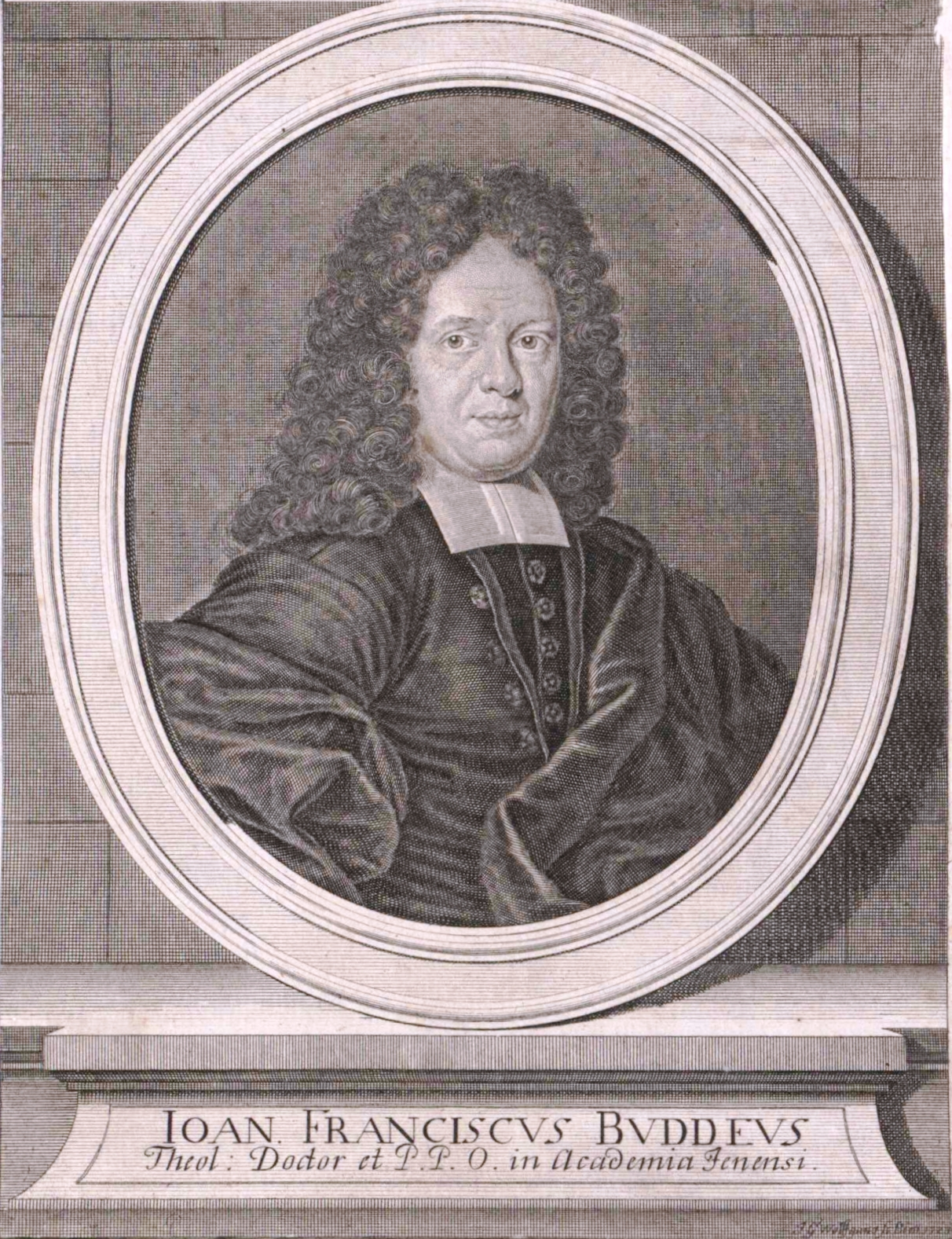
Johann Franz Buddeus, Stich von Johann Georg Wolffgang

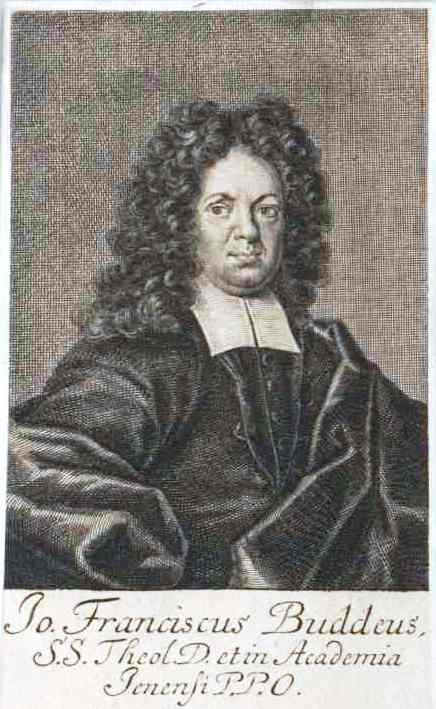
Johann Franz Buddeus

Johann Franz Buddeus (auch: Budde, Buddaus; * 25. Juni 1667 in Anklam; † 19. November 1729 in Gotha) war ein deutscher Philosoph und dem Pietismus nahe stehender evangelisch-lutherischer Theologe.

## Leben
Der Sohn des Pastors an der Nikolaikirche Franz Buddeus (1634–1706) und seiner Frau Katharina, geb. Balthasar († 1689), wurde bereits in seiner frühesten Kindheit von Hauslehrern unterrichtet und erwarb so umfangreiche Kenntnisse in den orientalischen Sprachen und den theologischen Zusammenhängen. 1685 bezog er die Universität Wittenberg, wo er bei Lehrern wie Christian Donati, Christian Röhrensee, Johann Baptist Roeschel und Theodor Dassov die Vorlesungen der philosophischen Fakultät besuchte. Zudem hörte er, auch seiner Neigung entsprechend, die theologischen Ausführungen von Michael Walther und Johann Georg Neumann. 1687 erlangte er mit der Disputation Praeses, de Symbolis eucharisticis den akademischen Grad eines Magisters und wurde 1689 mit der Disputation de allegoriis Origenis als Adjunkt an die philosophische Fakultät habilitiert.
Im selben Jahr wechselte er an die Universität Jena, wo er sich – unterstützt von Caspar Sagittarius (1643–1694) – den geschichtlichen Studien widmete. 1692 ging er als Gymnasialprofessor für griechische und lateinische Sprache nach Coburg und wechselte 1693 als Professor der Ethik an die neu errichtete Universität Halle. In Halle wurde er einer der geachteten Gelehrten an der philosophischen Fakultät. 1695 erwarb er dort mit der Disputation de capitibus, quihus clarissimi viri, Petrus Chauvinus Vrigniusque inter se contendunt das Lizenziat der Theologie und promovierte 1705 mit der Disputation de notionum moralium & civilium ad alias disciplinas translatione, caute instituenda zum Doktor der Theologie.
Daraufhin wurde er im selben Jahr als zweiter Professor der Theologie an die Universität Jena berufen. Dort wurde er später Ordinarius der theologischen Fakultät und war dreimal Rektor der Akademie. Buddeus galt als moderater und universeller Theologe seiner Zeit. Er stand zwischen Pietismus und lutherischer Orthodoxie und bereitete als Theologe der Übergangszeit außerdem der Aufklärung den Weg. Er hatte Kontakte zu führenden Gestalten des Pietismus wie August Gottlieb Spangenberg, Philipp Jakob Spener und Nikolaus Ludwig Graf von Zinzendorf.
Buddeus fand seine letzte Ruhestätte auf dem Gothaer Friedhof I (Alter Gottesacker) zwischen Bürgeraue und Eisenacher Straße. Nach der Auflassung des Friedhofes im Jahre 1874 wurde seine Grabplatte in den Kreuzgang der Augustinerkirche versetzt, wo sie noch zu sehen ist.

## Familie
Am 27. Februar 1693 heiratete er Katharina Susanne geb. Poßner, die älteste Tochter des Jenaer Physikprofessors Caspar Posner. Nachdem diese 1714 verstorben war und ihm drei Söhne und eine Tochter hinterlassen hatte, ging er 1716 eine zweite Ehe ein mit Elenora Magdalena, geb. Zopf, Tochter des Geraer Predigers Johann Caspar Zopf und Schwester des Theologen Johann Heinrich Zopf. Aus dieser Ehe gingen zwei Söhne hervor, die ihren Vater aber nicht überlebten. Seine Tochter Charlotta Katharina heiratete den Professor der Theologie in Jena Johann Georg Walch. Sein Sohn aus erster Ehe Karl Franz Buddeus (1695–1753) wurde ein namhafter Jurist und Vizekanzler von Gotha. Dessen Tochter Charlotte Eleonore Hedwig (1727–1794) war die Mutter Johann Friedrich Blumenbachs. Somit war Johann Franz Buddeus der Urgroßvater des Begründers der Zoologie und Anthropologie.

## Werkauswahl
- Elementa Philosophiae Practicae. Quibus Ethica, Iurisprudentia Naturalis, Iurisprudentia Gentium, Et Politica, Tum Generalis, Tum Specialis Succincte Traduntur ; In Usum Praelectionum Academicarum Edita . Zeidler, Halle 1697. 3. Aufl. 1707 (= Bd. 3 der Gesammelten Schriften) (Digitalisat)
- Dissertatio politico-moralis de metu comparationis ad C. Cornelii Taciti Annal. lib. I. cap. LXXVI. Henckel, Halle  1701 (mit Johann Jacob von Lüdecke) (Digitalisat)
- Introductio ad historiam philosophiae ebraeorum. Accedit disserta de haeresi valentiniana. Waisenhaus, Halle 1702 (Bd. 4 der Gesammelten Schriften) (Digitalisat der editio nova 1720)
- Elementa philosophiae instrumentalis, seu institutionum philosophiae eclecticae tomus primus, 1703, 9. Aufl. 1725 (= Bd. 1 der Gesammelten Schriften) (Digitalisat Band 1)
- Elementa philosophiae theoreticae, seu institutionum philosophiae eclecticae tomus secundus, 1703, 8. Aufl. 1724 (= Bd. 2 der Gesammelten Schriften) (Digitalisat Band 2), (Band 3)
- Logica sive ars cogitandi. Halle 1704. (lateinische Übersetzung der Logik von Port-Royal)
- Analecta historiae philosophicae. Waisenhaus, Halle 1706. 2. Aufl. 1724 (= Bd. 5 der Gesammelten Schriften) (Digitalisat)
- Institutiones theologiae moralis variis observationibus illustratae. Fritsch, Leipzig  1711, 2. Aufl. 1727 (= Bd. 6 der Gesammelten Schriften) (Digitalisat)
- Historia ecclesiastica Veteris Testamenti ab orbe condito usque ad Christum natum. 2 Teile. Waisenhaus, Halle 1715 u. 1718. (Digitalisat Band 1), (Band 2)
- Theses theologicae de atheismo et superstitione	variis observationibus illustratae et in usum recitationum academicarum editae. Bielck, Jena 1717. (Digitalisat)
- Institutiones theologiae dogmaticae variis observationibus illustratae. Fritsch, Leipzig 1724. (Digitalisat)
- Historische und theologische Einleitung in die vornehmsten Religionsstreitigkeiten. Meyer, Jena 1724 u. 1728. (Digitalisat)
- Isagoge historico-theologica ad theologiam universum singulasque eius partes. 3 Teile. Fritsch, Leipzig 1727. (Digitalisat Teil 1), (Teil 2)
- Historisch- und politische Untersuchung von der Alchemie, und was davon zu halten sey?. Felßecker, Nürnberg 1727 (Faksimile: Olms, Hildesheim 1976)
- Ecclesia apostolica sive de statu ecclesiae christianae sub apostolibus, 1729
- Compendium historiae philosophiae ebraicae, postume Ausg. 1731, mit einem Vorwort von Johann Georg Walch
- Gesammelte Schriften Reprint Hildesheim, Georg Olms, 1999–2006 (8 Bde.)